# Arte expoliado por los nazis

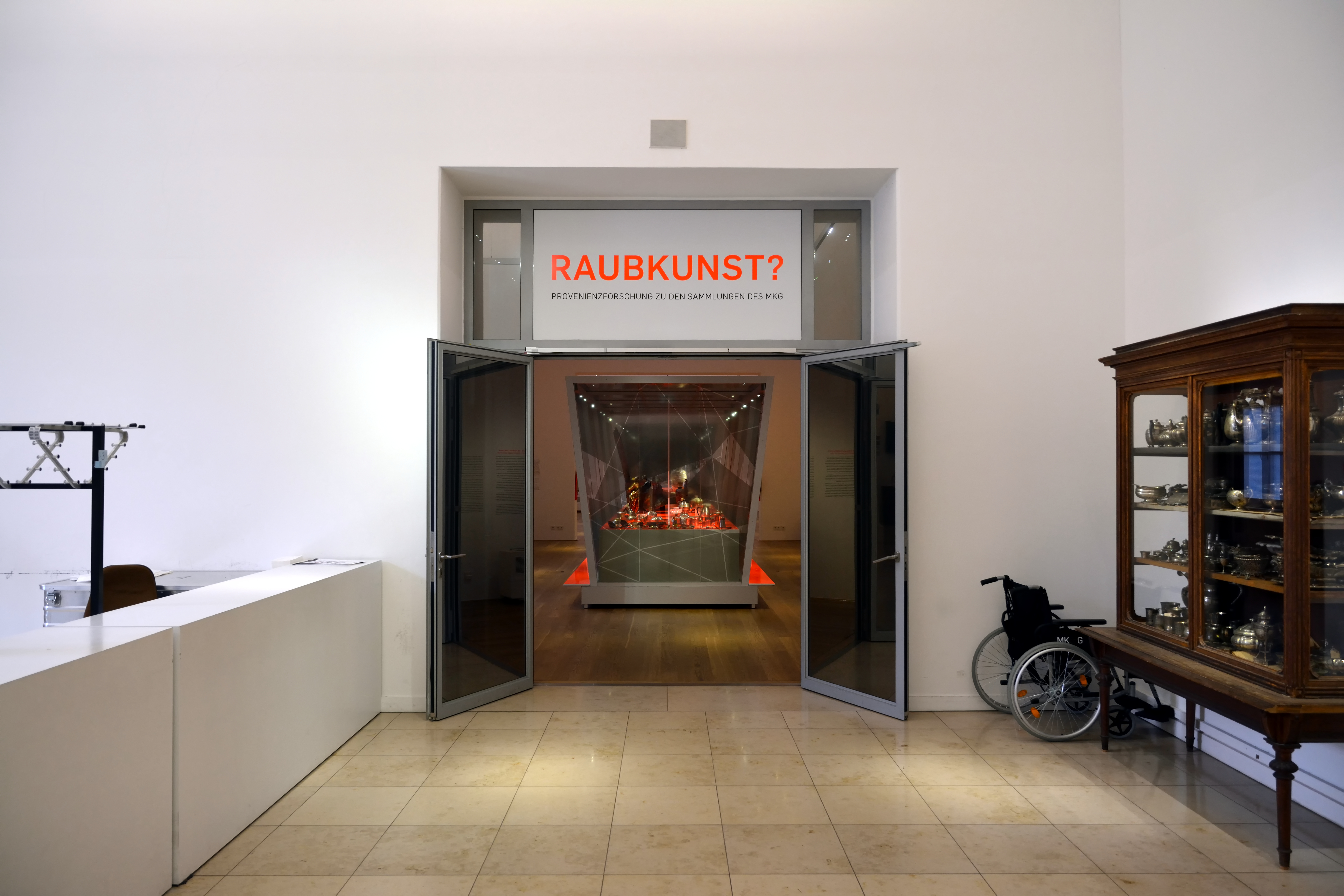
Sala de exposiciones en el Museo de Artes y Oficios de Hamburgo con piezas de origen poco claro.

Como arte expoliado por los nazis o expolio nazi, en alemán Raubkunst, se denomina a una serie de obras de arte robadas durante el período del nacionalsocialismo o «enajenadas debido a la persecución de los nazis». Las víctimas del robo fueron principalmente judíos y aquellos perseguidos como judíos, tanto dentro del Reich de 1933 a 1945, como en todas las áreas ocupadas por los alemanes durante la Segunda Guerra Mundial. El robo se llevó a cabo sobre la base de una gran cantidad de nuevas regulaciones legales y con la participación de varias autoridades e instituciones establecidas específicamente para ese propósito. Fue clasificado como un crimen de lesa humanidad en la Carta de Londres del Tribunal Militar Internacional (Estatuto IMT) de 1945. La extensión se estima en 600 000 obras de arte que fueron robadas por los alemanes en Europa entre 1933 y 1945: 200 000 en Alemania y Austria, 100 000 en Europa occidental y 300 000 en Europa del este. El número de obras de arte que no han sido devueltas a sus legítimos propietarios y que aún pueden ser identificables, que se suponen diseminadas por todo el mundo en colecciones públicas y privadas, se estima en hasta 10 000. Con la llamada Declaración de Washington en 1998, se establecieron regulaciones internacionales para ubicar el arte saqueado y para su restitución a los propietarios o sus herederos. 

## Término «Raubkunst»

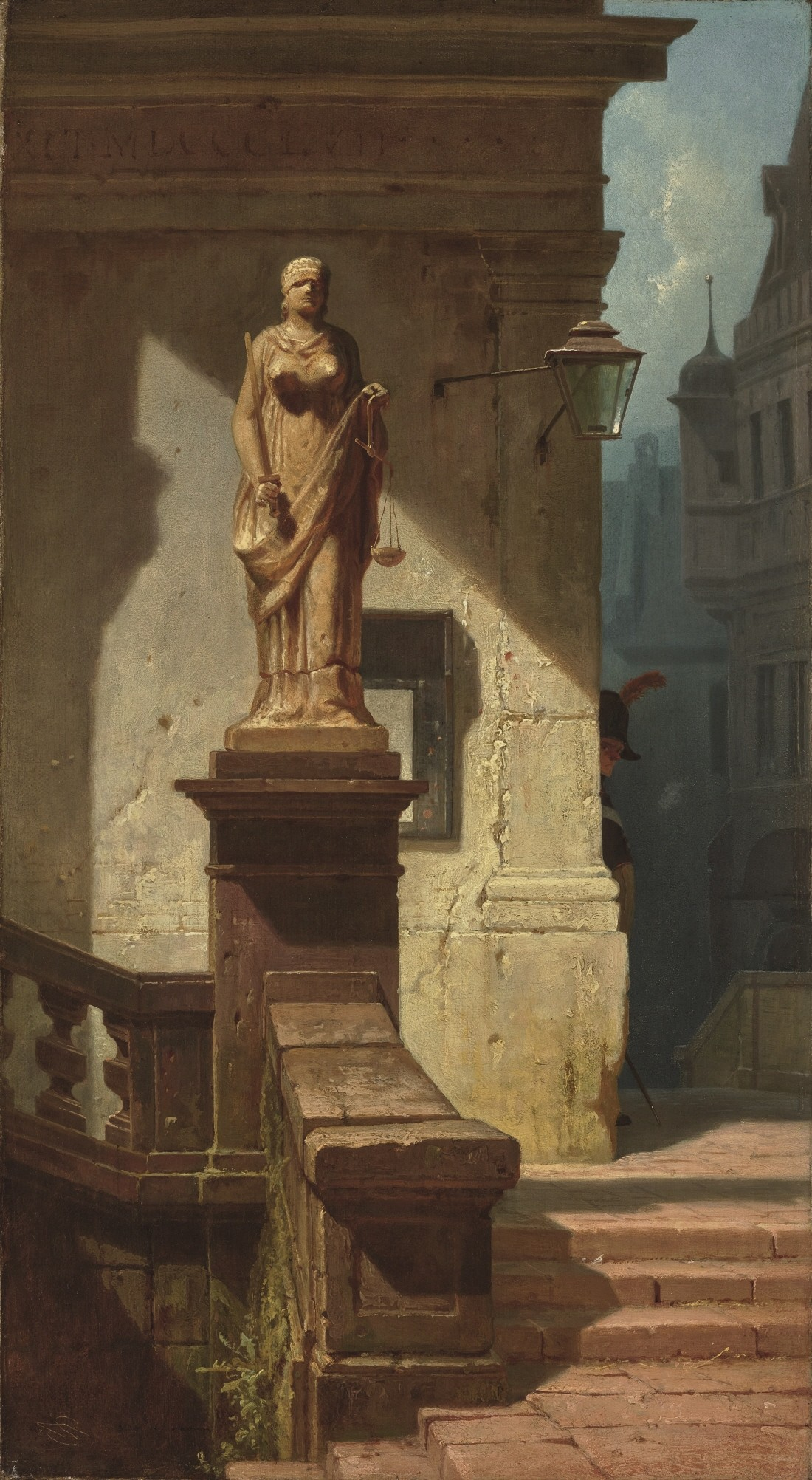
Carl Spitzweg: Justitia
perteneciente a la antigua colección de Leo Bendel, es un ejemplo de arte saqueado: vendido en 1937 para financiar la emigración, hasta 2006 permaneció en la Villa Hammerschmidt, en Bonn; restituido por la Oficina del Presidente Federal en 2007.

El término «arte expoliado», «Raubkunst», se refiere a los bienes culturales confiscados como resultado de la persecución y, por lo tanto, incluye la confiscación de obras de arte «que pertenecen a un grupo de personas que fueron perseguidas por los nacionalsocialistas entre 1933 y 1945 por razones raciales, religiosas y políticas». Difiere del concepto de arte saqueado, «Beutekunst», que se refiere a los bienes culturales obtenidos durante la guerra, es decir, se refiere al botín de un ocupante en la guerra. El término arte expoliado va más allá del arte saqueado, ya que incluye el robo de arte de ciudadanos del propio país y anterior a la Segunda Guerra Mundial. En el caso del robo durante la guerra, en las áreas ocupadas por los alemanes, a la población local y perseguida judía, hay una superposición de los términos. En este caso, se habla comúnmente del arte expoliado y el enfoque se centra en el aspecto de la persecución.
Basado en la expresión inglesa, nazi looted art (arte saqueado nazi), el término NS-Raubkunst se usa en la literatura alemana relevante para todo el arte robado por los nazis. Por lo tanto incluye el botín artístico de guerra, además de ser un término genérico para el robo por parte del estado alemán a su propia población y sus propias colecciones públicas en el caso del llamado «arte degenerado». 
Legalmente, bajo la sustracción atribuida a la persecución no solo se incluye la toma o incautación, sino también la renuncia a la propiedad o el regalo debido a esa persecución. Ya en el período inmediatamente posterior a la guerra y durante la ocupación aliada, la legislación, en particular con la Ley N.º 59 del Gobierno Militar aliado, se tuvo en cuenta el hecho de que grupos de personas perseguidas ya estaban en una situación desesperada desde 1933, después de que los nacionalsocialistas llegaran al poder, y no podían disponer libremente de sus bienes. Por ejemplo, la venta de obras de arte para apoyar el sustento familiar, después de que los fundamentos de su existencia les hubiesen sido retirados, o para financiar la emigración, las llamadas «ventas de huida», «Fluchtverkäufe», pueden considerarse como expolio de arte.

## Pérdidas relacionada con la persecución
Junto con la persecución y represión de los judíos en la sociedad alemana, comenzó su robo y explotación. La prohibición de realizar determinadas profesiones, el chantaje comercial y el control —y más tarde la confiscación— de bienes destrozaron la existencia económica de los perseguidos, además de su estatus social. Por ejemplo, la «Ley para la Restauración de la Función Pública» del 7 de abril de 1933 provocó el despido de todos los judíos funcionarios; el despido en el sector privado se apoyó en esa ley, incluyendo el desplazamiento violento de directivos del consejo de administración. La «Ley de Admisión a la Abogacía», publicada esos mismos días, expulsaba de la profesión a todos los abogados judíos con efecto el 30 de septiembre de 1933. Con la quinta ordenanza de la «Ley de ciudadanía del Reich» de 1938, se impidió casi cualquier actividad de los abogados judíos. En 1938 otras ordenanzas prohibieron la práctica de médicos y abogados de patentes; en 1939 se prohibió a los dentistas, farmacéuticos y veterinarios judíos ejercer su profesión. La «Ordenanza para la Eliminación a los Judíos de la Vida Comercial Alemana» prohibía a los judíos operar tiendas minoristas y administrar independientemente un negocio artesanal o un taller de oficios.
En estrecha cooperación entre la administración financiera, las oficinas de cambio de divisas y la Gestapo, la riqueza de los judíos adinerados fue registrada, controlada y su poder de disposición restringido. Basado en la sospecha general de «fuga de capitales», el acceso a la cuenta propia podía bloquearse mediante una orden. Los límites de disponibilidad del dinero se redujeron repetidamente, de modo que los emigrantes fueron parcialmente expropiados por el «impuesto de huida del Reich». Para bienes adquiridos después del 1 de enero de 1933, si se querían llevar a la emigración, había que pagar un tributo al Golddiskontbank, que generalmente correspondía al valor de la compra. A partir de 1934 solo se permitió llevar diez Reichsmarks al exilio. Los saldos bancarios y de valores, que había que tener en cuentas especiales, solo se podían cambiar por moneda extranjera con unos descuentos importantes. Al mismo tiempo, los judíos se encontraban en desventaja frente a la ley tributaria convencional: se agrupaban en tramos de impuestos más altos, se les recortaron los subsidios y descuentos por hijos, y las comunidades judías no fueron reconocidas como «sin fines de lucro».

### Robo de arte dentro del Reich

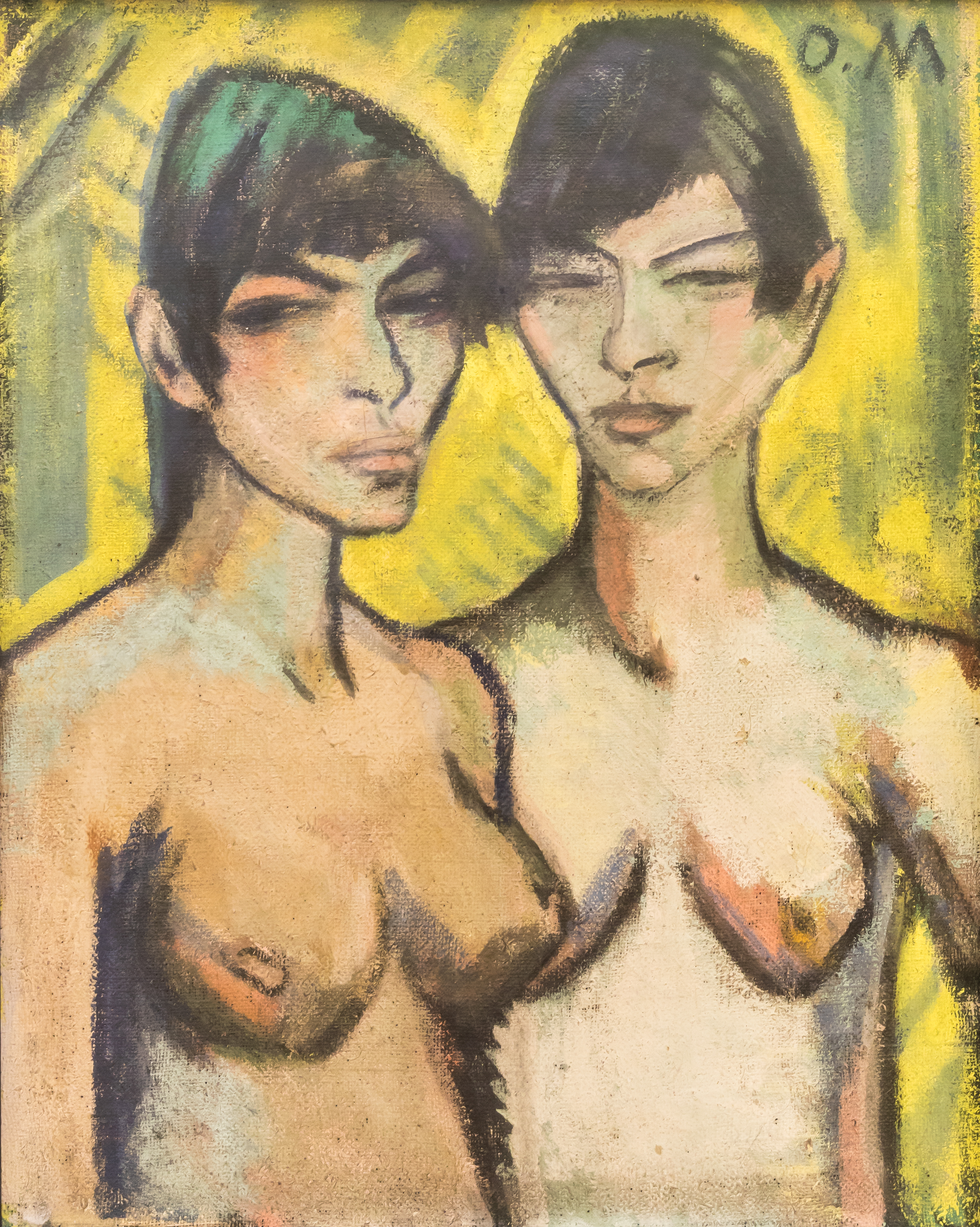
Otto Mueller: Dos semidesnudos femeninos (1919), Colección Ismar Littmann, Breslavia, incautado en 1935, restituido en 1999

Desde el principio, estas intervenciones en la propiedad privada de los judíos también afectaron sus obras y colecciones de arte. Para asegurar su sustento o para financiar su emigración, los afectados se vieron obligados a vender o subastar no solo una gran cantidad de pinturas, dibujos, gráficos y esculturas, sino también libros y antigüedades. Colecciones importantes y asentadas de antiguo fueron disueltas. Personas que habían sido benefactores y mecenas de la vida cultural unos pocos años antes fueron chantajeadas y las codiciadas obras de arte fueron sustraídas a sus propietarios. El comercio de arte y las subastas experimentaron un nuevo florecimiento tras la Gran Depresión de 1933, por lo que, además del exceso de oferta, la presión sufrida por los judíos para vender sus posesiones causaron una caída en los precios, y en consecuencia muchas obras se vendieron muy por debajo de su valor. Un ejemplo destacado de esta «pérdida de propiedad privada por venta» es la disolución de la colección de arte del abogado de Breslavia, Ismar Littmann. Después de que se le prohibiera practicar su profesión, se suicidó en 1934, y su viuda se vio obligada a vender parte de la colección de arte a través de la casa de subastas de Berlín Max Perl para asegurar su sustento. Sin embargo, antes de la subasta, la Gestapo confiscó dieciocho cuadros debido a la «típica representación cultural bolchevique del personaje pornográfico», incluidas dos pinturas de Otto Mueller, Dos semidesnudos femeninos y Niño frente a dos niñas de pie y una sentada. El resto del lote, conocido como la «subasta judía», solo alcanzó una fracción del valor estimado.
Inmediatamente después de la anexión de Austria el 12 de marzo de 1938, en unos pocos días, las colecciones de arte más conocidas fueron incautadas y almacenadas en un depósito central en el Palacio Imperial de Hofburg, en Viena, que se había creado específicamente para este propósito. Adolf Hitler se aseguró el acceso antes que nadie a los tesoros artísticos y las antiguas obras maestras, incluida la colección de Louis Rothschild. El resto, lo que Hilter no había reclamado para sí, se distribuyó bajo masivas disputas entre representantes especiales y museos. Louis Rothschild mismo fue detenido el 14 de marzo de 1938 y liberado después de más de un año, solo después de haber acordado la transferencia de sus propiedades al Reich alemán. Para otoño de 1938, 10 000 obras de arte habían sido inventariadas en el depósito de Viena.
Esta «pérdida de propiedad por acción del Estado soberano» fue legitimada posteriormente, el 26 de abril de 1938, con la «Ordenanza sobre el Registro de la Propiedad de los Judíos». Este título burocrático esconde restricciones sobre la disposición de activos y la capacidad de incautarlos. Esta ley, que inicialmente formaba parte de la «política de arianización» de Austria, fue acogida de forma tan positiva por los dirigentes nazis, que se decidió extenderla a todo el Reich. La intensificación del antisemitismo, los ataques similares a pogromos contra los ciudadanos judíos y las detenciones arbitrarias provocaron la huida de muchas de las personas perseguidas, dejando atrás sus pertenencias. Por ejemplo, la extensa colección de arte del cabaretista vienés Fritz Grünbaum, que incluía un número considerable de obras de Egon Schiele, fue dispersada, robada o llevada al extranjero de manera que no se ha podido reconstruir. Hasta la fecha, los cuadros se consideran en gran medida perdidas. Fritz Grünbaum fue arrestado por la Gestapo después de fracasar en su intento de huida, fue deportado a varios campos de concentración y finalmente asesinado en el campo de concentración de Dachau en 1941. Su esposa, Lilly Grünbaum (Elisabeth Herzl), murió en 1942 después de ser deportada al campo de exterminio de Maly Trostinez.
Tras los pogromos de noviembre de 1938 se aceleró el saqueo de la población judía. Con el decreto del 12 de noviembre de 1938 sobre la «tasa de propiedad judía» se introdujo un impuesto especial por un total de mil millones de marcos alemanes. Muchos solo pudieron pagar disolviendo y vendiendo sus colecciones. La «11° Ordenanza de Ciudadanía del Reich» de noviembre de 1941 se encontraba al final de esta cadena de saqueos sistemáticos. Según esta ley, cuando un judío cruzaba la frontera del Reich al extranjero desaparecía su derecho a la propiedad. Con amargo cinismo y «consistencia burocrática, las autoridades fiscales aplicaron de inmediato la regulación a la deportación en curso de los judíos alemanes.» Tan pronto como los trenes cruzaban la frontera del Reich, bajo el nombre en clave «Aktion 3», en colaboración con la Gestapo y las autoridades financieras, se utilizó el inventario dejado en las casas y se confiscaron los activos restantes de los deportados. 
El destino del comerciante de arte Walter Westfeld fue característico de este proceso: en 1935, la Cámara de Cultura del Reich emitió una prohibición general para ejercer su profesión. Luego tuvo que cerrar su tienda de arte en Wuppertal; alojó su extenso catálogo de obras de arte en un almacén privado. Posteriormente intentó vender algunas obras de arte y logró sacar 250 de sus pinturas más valiosas a Francia. El 15 de noviembre de 1938 la Gestapo lo arrestó por delitos con divisas, sus propiedades restantes en Alemania fueron confiscadas, se ordenó la subasta de su colección de arte, que fue llevado a cabo en diciembre de 1939 en la casa de subastas Lempertz, en Colonia. Walter Westfeld fue puesto en libertad el 1 de octubre de 1942, deportado al campo de exterminio de Auschwitz a través de Theresienstadt. Allí fue asesinado. Sus restantes bienes fueron confiscados.

### Incautación del arte moderno
Otro caso de robo de arte por los nazi fue la incautación del arte moderno. Incluso antes de su toma del poder, los nacionalsocialistas calumniaban el arte contemporáneo como un ataque «judío-bolchevique» a la «cultura aria» bajo el liderazgo ideológico de Alfred Rosenberg y la Kampfbund für deutsche Kultur, fundada en 1928. Sin embargo, la dirección del partido no estaba de acuerdo sobre qué debía incluirse dentro del arte alemán y qué debería excluirse. Hasta 1937 esta controversia se libró en la llamada «disputa del expresionismo». Terminó en una lucha de poder entre la oficina de Rosenberg, que había surgido del Kampfbund, por un lado, y Joseph Goebbels, como jefe del Ministerio de Propaganda, por el otro. 
A pesar de una orientación política poco clara, a partir de 1933, en el estado de Turingia, bajo la participación gubernamental del NSDAP ya desde 1930, se emitieron prohibiciones profesionales contra artistas, directores de museos y profesores de arte, se cerraron exposiciones, museos, comerciantes de arte y subastas, se sobrepintaron o destruyeron murales y se confiscaron algunas obras de arte.

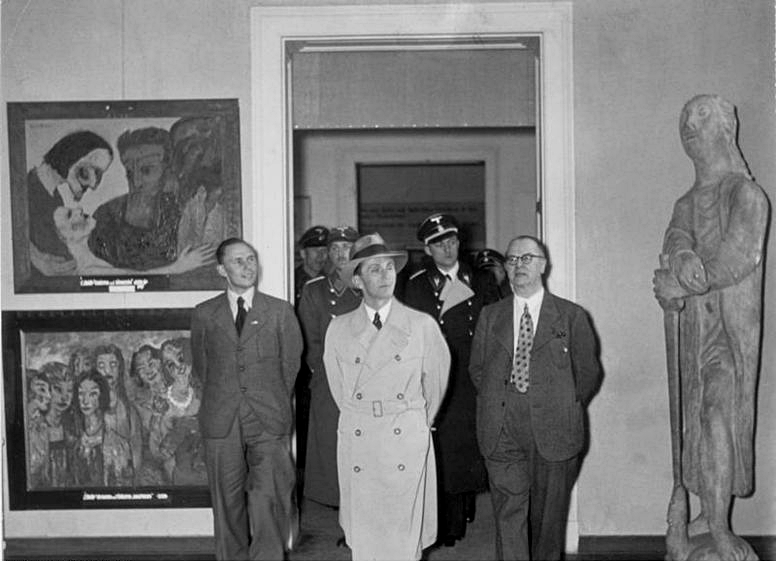
Joseph Goebbels en la exposición «Arte degenerado», 1938 Berlín - izquierda: dos pinturas de Emil Nolde: Cristo y la pecadora y Las vírgenes sabias y necias, a la derecha una escultura de Gerhard Marcks : San Jorge

Con la orden al presidente de la Cámara de Arte del Reich, Adolf Ziegler, el 30 de junio de 1937, Adolf Hitler puso fin oficialmente a la disputa y se estableció un objetivo claro: las obras de propiedad pública de «arte alemán decadente desde 1910» deberían seleccionarse y guardarse para una exhibición propagandística. En la primera semana de julio de 1937, alrededor de 700 obras de arte, de 120 artistas, provenientes de 32 museos alemanes fueron confiscadas. A partir del 19 de julio de 1937 estas obras fueron expuestas en Múnich con el título «Arte degenerado» con intenciones difamatorias. La exposición incluía a artistas conocidos, como Ernst Barlach, Marc Chagall, Lovis Corinth, Otto Dix, Lyonel Feininger, Ernst Ludwig Kirchner, Erich Heckel, así como artistas olvidados hoy, como Jankel Adler, Otto Freundlich, Anita Rée, e incluso artistas que hasta la fecha habían sido apreciado por algunos dirigentes nazis, como Emil Nolde o Franz Marc. Hasta abril de 1941, esta exposición, en forma parcialmente modificada, recorrió un total de doce ciudades de Alemania.
La incautación integral comenzó en agosto de 1937, eliminando casi 20 000 obras de arte de 1400 artistas de más de cien museos y colecciones públicas en 74 ciudades alemanas. Como resultado, los museos alemanes perdieron casi por completo sus colecciones de arte moderno. La mayoría de las pinturas eran propiedad de las propias colecciones afectadas, pero también había unos doscientos artículos privados prestados, como las 13 imágenes de la historiadora de arte Sophie Lissitzky-Küppers, que había entregado al Museo Provincial de Hanóver antes de emigrar a la Unión Soviética, o que habían sido confiscadas en la casa de subastas Perl en 1935, como las pinturas de Otto Mueller de la Colección Littmann, que estaban almacenadas en el Palacio del Príncipe Heredero en Berlín.
Una gran parte de las pinturas confiscadas fueron inicialmente acumuladas en el Palacio Niederschönhausen, en Berlín, y posteriormente gestionadas por la «Comisión para la Utilización de Productos de Arte Degenerados» («Comisión de Utilización»). Los comerciantes de arte seleccionados fueron comisionados para vender el «arte decadente» o para cambiarlo por arte deseado por los nacionalsocialistas. Los comerciantes de arte suizos y las casas de subastas jugaron un papel clave. Una subasta realizada por el comerciante de arte de Lucerna, Theodor Fischer, el 30 de junio de 1939, en el que se ofrecieron 126 fotos de alto precio del inventario confiscado llamó la atención del mundo del arte. Algunas obras de arte tendrían un destino diferente. El 20 de marzo de 1939, presuntamente se quemaron 1004 pinturas al óleo y 3825 impresos artísticos de entre las obras confiscadas en Berlín, en el patio de la estación de bomberos. Dado que no existe una prueba clara de ocurriese, existen dudas. La incautación fue legalmente legitimada solo a posteriori, el 31 de mayo de 1938 con la promulgación de la «Ley sobre la confiscación de productos de arte degenerado» («Ley de confiscación»).

### Robo de arte en los territorios ocupados

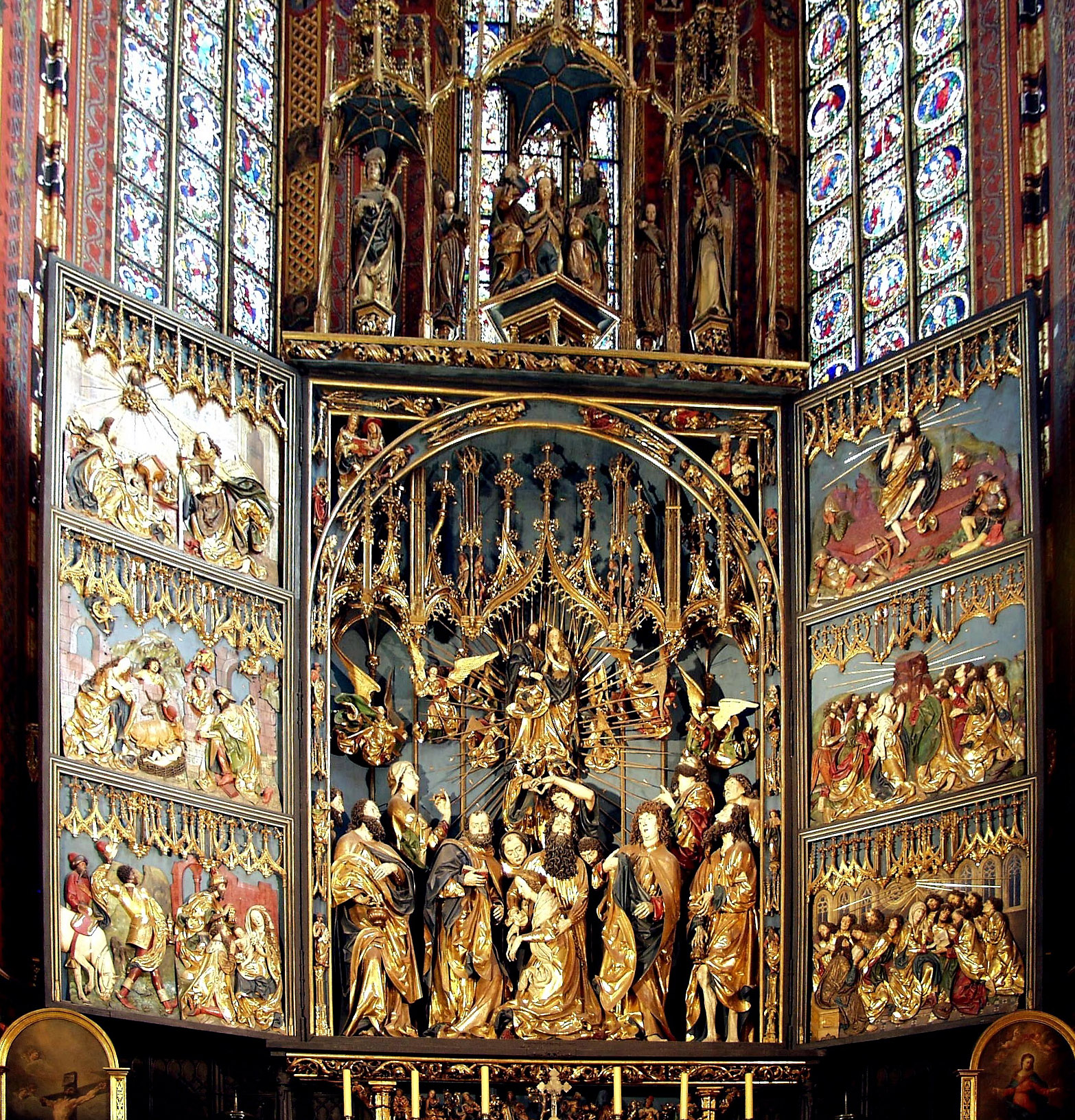
Altar de Veit Stoss robado en Cracovia para el Museo del Führer en Linz

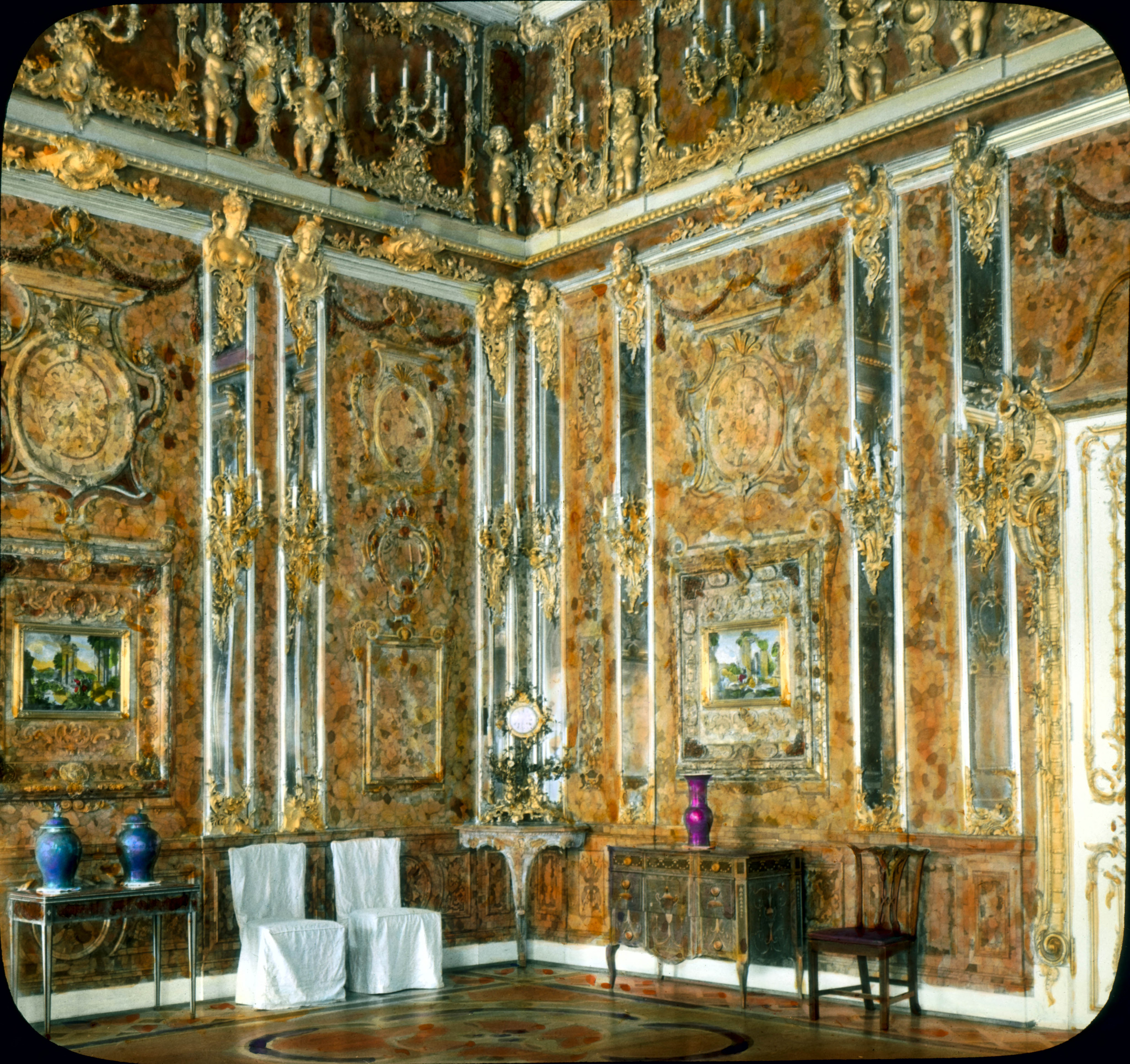
La Cámara de Ámbar, que se desmontó y trasladó a Königsberg, desapareció a finales de la II Guerra Mundial; fotografía de 1931

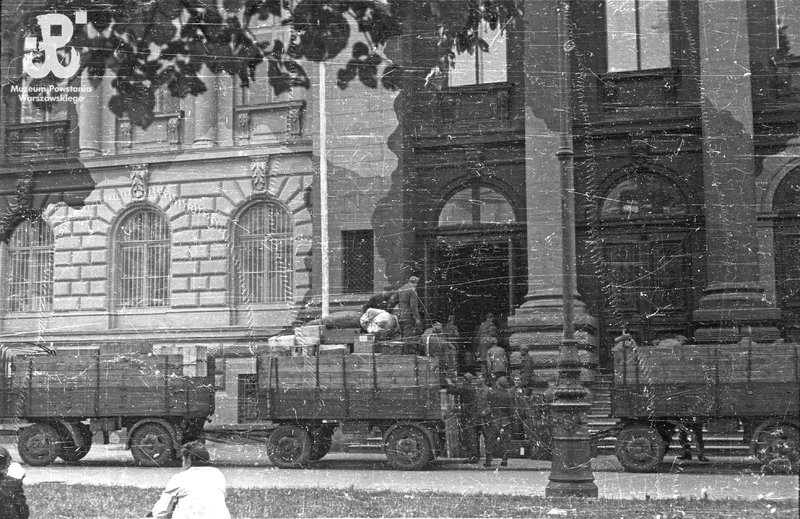
Unidades alemanas cargan obras de arte polacas de Zachęta; julio de 1944

Con la anexión y ocupación de países durante la Segunda Guerra Mundial, el ataque a las propiedades de judíos se extendió a todos los territorios que quedaron bajo el dominio del nacionalsocialismo. La anexión de Austria en marzo de 1938 fue seguida de la apropiación de los Sudetes checos. Polonia se vio abrumada por la violencia antijudía y antieslava tanto en 1939 como en 1941. Después de la capitulación de Francia en junio de 1940, en otoño de 1940 se publicaron en los Países Bajos, Bélgica y Francia ordenanzas similares a las alemanas «relativas a medidas contra los judíos», regulando la expropiación de los judíos y a los perseguidos como judíos. A partir de ese momento, el robo de arte ya estaba en marcha en todos los países. 
Con la invasión de Francia, llegó a los territorios ocupados la llamada «Tropa de Protección del Arte» como parte de las fuerzas armadas alemanas, con la tarea de obtener obras de arte tanto del Estado francés como de particulares, especialmente judíos. El embajador alemán en París, Otto Abetz, también participó en el seguimiento de las famosas colecciones francesas. Con la orden del Führer del 17 de septiembre de 1940, el Reichsleiter Alfred Rosenberg fue autorizado a «recolectar y confiscar todos los bienes culturales restantes de propiedad judía sin dueño que parezcan valiosos y transportarlos a Alemania.» Con esto, el Einsatzstab Reichsleiter Rosenberg (ERR) ganó la lucha por los tesoros artísticos de los judíos franceses. La Alemania nazi también se esforzó por adquirir obras de arte francesas o de otros países que no fueran necesariamente propiedad de judíos. Para ello, el director general de los museos de Berlín, Otto Kümmel, en nombre de Joseph Goebbels, recopiló una «lista de obras de arte en posesión extranjera que deben ser saqueadas sin falta» secreta en tres volúmenes, que ya estaba disponible en diciembre de 1940, con más de 300 páginas. En ella, Kümmel listó desde obras de arte que —retrotrayéndose al siglo XV— habían sido en algún momento de «propiedad alemana», hasta el arte simplemente alemán, que debían ser robadas y llevadas «de vuelta a casa, al Reich».
Muchos de los comerciantes y coleccionistas de arte judíos habían huido de la invasión alemana y no pudieron poner a salvo sus propiedades. Para julio de 1944, según la minuciosa documentación de la ERR, se habían confiscado 21 903 objetos de arte de 203 colecciones de arte, incluyendo 5281 pinturas y gráficos, 583 esculturas, 684 miniaturas, pinturas en vidrio y esmalte, libros y manuscritos, terracotas, medallas, muebles, textiles, artesanías, porcelana y loza, arte asiático y 259 obras de arte antiguas. El origen también está documentado: según esto, 5009 objetos provienen de las diversas colecciones de la familia Rothschild, 2697 de David-Weill, 1202 de Alphonse Kann, 989 de Levy de Benzion y 302 de Georges Wildenstein.
También tras la ocupación de los Países Bajos comenzó el acceso inmediato a los bienes de los judíos. A diferencia de Austria o Francia, la adquisición se llevó a cabo mediante transacciones pseudolegales. Un ejemplo bien conocido es el caso del marchante de arte de Ámsterdam, Jacques Goudstikker. Goudstikker trató de huir a Escocia antes de que la Wehrmacht invadiera el país, pero tuvo un accidente fatal en el camino. El Reichsmarschall Hermann Göring se aseguró el acceso a las 1300 pinturas dejadas atrás, incluyendo las de Cranach, van Gogh, Goya, Rembrandt, Rubens, Tiziano y Velázquez. Göring adquirió estas obras del director de la galería, que se vio obligado a aceptar un precio de venta de alrededor de dos millones de florines. Göring hizo traer 780 obras a Alemania, el resto las vendió al banquero alemán Alois Miedl, que revendió algunas, depositó otras en Suiza y las trasladó a España.
Mientras que los nacionalsocialistas trataron de dar al robo de arte en Europa occidental una apariencia de legalidad, en la Europa oriental ocupada se abandonaron todas las pretensiones e inhibiciones. No se emitieron ordenanzas legales, solo regulaciones generales para la expropiación de judíos. Desde el principio, el saqueo arbitrario y sistemático y la destrucción deliberada, que afectó en gran medida a judíos, pero también a los no judíos, ocurrió casi simultáneamente con las deportaciones y la guetización de la población, los tiroteos y asesinatos en masa. En Polonia, el objetivo era destruir las raíces de su cultura y eliminar tanto al Estado, como a la nación. El inventario de bienes culturales irremediablemente destruidos en Polonia, Ucrania y Bielorrusia por parte de las tropas alemanas ocurrió en un grado tal, que nunca ha podido ser cuantificado. Las obras de arte que supuestamente eran de origen alemán se consideraban valiosas para «llevarlas a casa», al Reich alemán. En estas condiciones, se saquearon los fondos de museos y se confiscaron y robaron obras de arte de colecciones privadas a personas perseguidas por motivos políticos o raciales. Unidades especializadas en arte, como el Comando Especial Paulsen del Reichssicherheitshauptamtes, personas como Wolfram Sievers, el fideicomisario general para «asegurar los bienes culturales alemanes», o el líder de las SS, Kajetan Mühlmann, y otros, se llevaron el arte valioso a Alemania. A principios de 1943 prácticamente no había ningún bien perteneciente a judíos en la Europa oriental ocupada; de los perseguidos en Polonia y la Unión Soviética prácticamente no quedaba ninguno vivo.

## Instituciones y beneficiarios

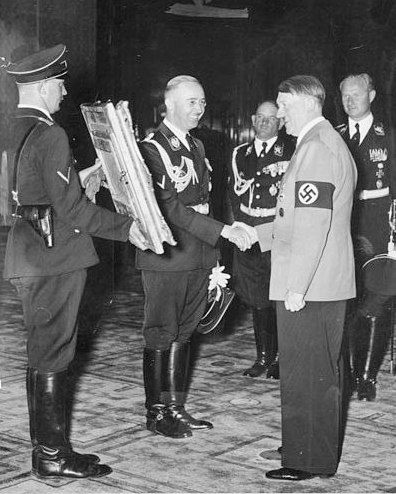
Himmler regala a Hitler un cuadro por su cumpleaños, 1939

El desaforado robo de arte por los nacionalsocialistas se refleja en parte en la comprensión del arte por parte de la élite gobernante nacionalsocialista. Adolf Hitler se veía a sí mismo como un mecenas y amante del arte; sus seguidores lo imitaron. Once de los más altos líderes nazis acumularon extensas y valiosas colecciones de arte entre 1933 y 1945: Hermann Göring, Joseph Goebbels, Joachim von Ribbentrop, Heinrich Himmler, Baldur von Schirach, Hans Frank, Robert Ley, Albert Speer, Martin Bormann, Arthur Seyß-Inquart y Josef Bürckel. El motivo era una idea de arte nacional surgida de la ideología totalitaria, cuyo objetivo era acumular una colección de arte de tamaño insuperable que «llevaría al pueblo alemán a la gloria». Esto en cuanto a los «nobles objetivos» formulados, a nivel privado se trataba simplemente de enriquecimiento personal.
Con la entrada de la Wehrmacht en Austria y la organización de la «Orden Especial Linz», los planes para una galería de pintura en la ciudad natal de Hitler, Linz, se concretaron. La propia colección de Hitler, principalmente pinturas bávaras y austriacas del siglo XIX, debía servir de base, para ampliarse posteriormente con pinturas de maestros antiguos. A partir de 1938, tesoros artísticos, tanto comprados como robados, se acumularon en varios depósitos en Múnich y Austria para este propósito. A partir de 1940, Hitler se aseguró la primera selección de las colecciones robadas a judíos austríacos, que ahora estaban a su disposición, gracias a un decreto del Führer. Lo que no era necesario para Linz debía distribuirse a otros museos, especialmente en las zonas orientales ocupadas del Gran Reich alemán que habían sido privadas de su propia cultura. Al final de la guerra, los aliados encontraron 4747 obras de arte en los depósitos correspondientes, 211 de las cuales procedían de la colección Louis Rothschild en Viena y 285 de la galería Jacques Goudstikker en Ámsterdam, en ambos casos solo una fracción de los bienes robados. La mayor parte, en lo que respecta a las asignaciones al «encargo especial de Linz», está documentado desde 2008 en una base de datos del Museo Histórico Alemán. Rosenberg retuvo el control de la mayoría de las incautaciones del ERR hasta el final de la guerra. Planeaba mostrar el arte robado en un museo especial en Berlín.

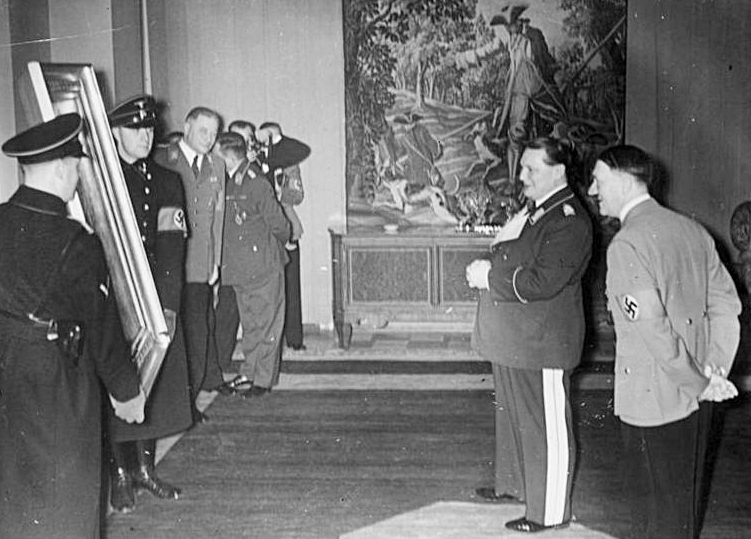
Hitler regala a Goering una pintura por su cumpleaños, 1938

Hermann Göring también había sido un apasionado coleccionista de arte desde la Primera Guerra Mundial; desde 1933 tuvo suficiente poder y dinero para adquirir arte a gran escala. A partir de 1937 fue asesorado y apoyado por el marchante de arte berlinés Walter Andreas Hofer. Cuando se incautaban tesoros artísticos polacos, franceses y holandeses, trató de obtener el primer acceso, en contra las instrucciones de Hitler. Se jactó de tener «la colección privada más importante, al menos en Alemania, si no en Europa». Prefería las obras de antiguos maestros alemanes y en 1939 poseía 15 pinturas de Lucas Cranach. En Carinhall, su finca, que quería convertir en un museo, había reunido al final de la guerra: 1375 pinturas, 250 esculturas, 108 tapices, 200 muebles antiguos, 60 alfombras persas y francesas, 75 vidrieras, 175 objetos de artesanía.
El caso del Museo de Folklore de Estiria en Graz muestra que ciertamente había margen de acción en la adquisición de arte saqueado por las instituciones públicas: en febrero de 1940, se ofreció al museo un total de 14 objetos de los bienes expropiados del coleccionista Oscar Bondy. El director del museo, Viktor von Geramb, que había perdido su cátedra después del «Anschluss» en 1938, rechazó la compra por consideraciones morales. Al hacerlo, argumentó a las autoridades estatales que los objetos que se ofrecían no coincidían con los fondos existentes en el museo. En una carta a uno de sus empleados, Geramb escribió amargamente que una adquisición debería rechazarse por razones técnicas, «al margen de las razones éticas, que aparentemente son un asunto privado». Finalmente, se pudo evitar la compra.

## El alcance del robo

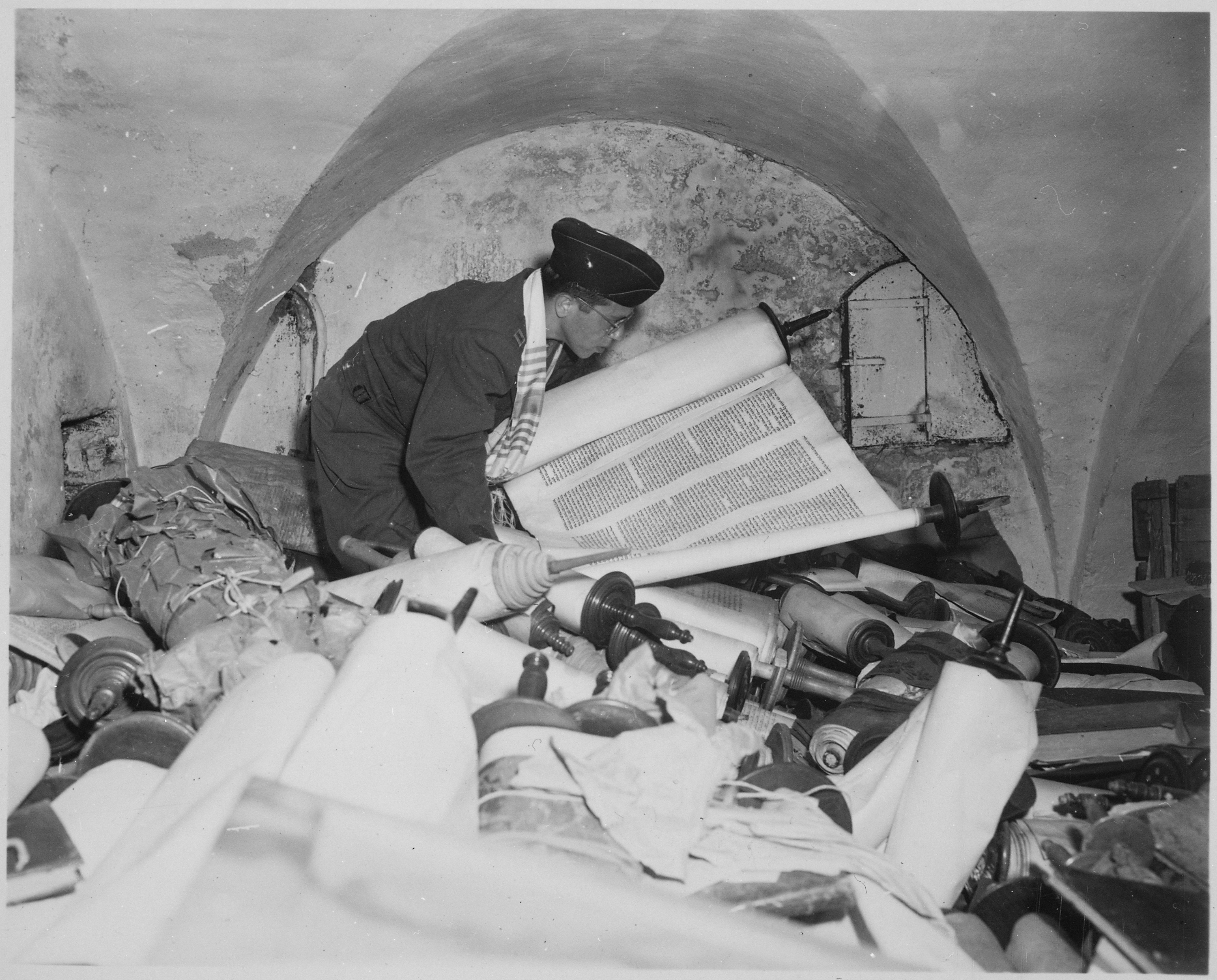
Visualización de rollos de la Torá en el sótano del Instituto Nazi para la Investigación de la Cuestión Judía, Fráncfort del Meno, 6 de julio de 1945

La intensidad, la extensión del área ocupada temporalmente por los alemanes, la desigual duración y trato del robo de arte nazi y la destrucción de documentos explican que la cantidad total de bienes robados solo pueda estimarse aproximadamente. Al especificar números, también es importante distinguir entre «obras de arte» y «bienes culturales». El término «obra de arte» se utiliza generalmente para «productos de creación artística» y en particular se refiere a pinturas, gráficas y obras escultóricas. El término «bienes culturales», definido como «resultado de la producción artística», es más amplio: este término también incluye artesanía, orfebrería, porcelana y loza, joyería, monedas, libros, muebles, arte antiguo y mucho más. Dado que la delimitación a veces es difícil y los métodos de recuento son diferentes (por ejemplo, de los portafolios de gráficas, en algunos lugares se contaron las hojas individualmente y en otros lugares como un solo paquete), los números varían considerablemente, incluso con las obras que se han vuelto a encontrar. 
Con esta inexactitud en mente, hay que suponer que hubo 600 000 obras de arte robadas por alemanes en Europa entre 1933 y 1945: 200 000 en Alemania y Austria, 100 000 en Europa occidental y 300 000 en Europa oriental. 
Se estima que el número de obras de arte que aún no han sido devueltas a sus legítimos propietarios, que se sospecha están en propiedad privada, colecciones públicas, museos y exposiciones de arte en todo el mundo, se estiman entre 10 000 y 110 000. La gran diferencia en las estimaciones se debe en parte al hecho de que muchas de las obras de arte perdidas son pinturas y obras que no tenían un gran valor internacional y que fueron robadas a propietarios ahora anónimos. El camino posterior a través de ventas, subastas, obsequios y apropiaciones o su destrucción ya no es rastreable.
El robo de bienes culturales va mucho más allá del robo de obras de arte. Al final de la guerra, se encontraron cinco millones de objetos en depósitos alemanes. Esto incluyó una proporción de obras que no habían sido robadas, sino que habían sido reubicadas de los fondos de los museos que eran propiedad del Reich alemán. Solo se puede especular sobre las dimensiones de los bienes robados que no entraron en los depósitos, que fueron irremediablemente destruidos, almacenados en otro lugar o utilizados de forma privada. 
Ernst Klee señala en un comentario sobre el trabajo de archivo que, en el lenguaje típicamente camuflado de los nazis, se denominaba «asegurar» el arte a lo que significaba «robo de arte».

## Arte saqueado por los nazis después de 1945 en la República Federal
Desde 2003 existe en la República Federal de Alemania una «Comisión asesora en relación con la devolución de bienes culturales incautados como resultado de la persecución nazi, en particular de los bienes judíos», presidida por Jutta Limbach, también conocida como la Comisión Limbach. Como institución estatal, se ocupa del arte saqueado y su devolución a los herederos. 
En 2013, la revista Der Spiegel reveló que en ese momento alrededor de 20 000 obras de arte de los nazis todavía se encontraban en depósitos federales. Se trataba de pinturas, esculturas, libros, muebles, monedas, etc. Se estimó que los 2300 cuadros tenían en 2004 un valor de asegurado de 20 millones de euros. También hay cientos de fotografías que se encuentran en museos alemanes. El origen a menudo no está claro. En las décadas de 1960 y 1970, las obras de arte de los dirigentes nazis, que ahora eran de propiedad federal, se vendieron en el mercado del arte a precios de ganga. Los ingresos se destinaron al presupuesto general.
En junio de 2016, el Süddeutsche Zeitung informó que las Colecciones Estatales de Baviera se habían apropiado parcialmente de las obras que les habían confiado los «Collecting Points» estadounidenses en 1949 y que, en cooperación con los ministerios bávaros, también vendió parte de las obras a familias de exdirigentes nazis, en lugar de entregarlas a sus expropietarios (judíos). Por ejemplo, el cuadro Holländisches Platzbild (una pequeña copia de una obra del pintor barroco holandés Jan van der Heyden) de una colección judía de Viena fue «vendida» a Henriette Hoffmann en 1963 (esposa divorciada del «gobernador del Reich» de Viena, Baldur von Schirach, responsable la deportación de los judíos austriacos). Un poco más tarde fue subastado en la casa de subastas de Colonia Lempertz a la asociación para la conservación de la catedral de Xanten, donde todavía se encuentra hoy. Las Colecciones Estatales de Baviera no quisieron hacer públicos los resultados de un proyecto de investigación en este sentido que ha estado en curso durante años; no permitían a los científicos, abogados o familiares de las víctimas el acceso sin restricción al archivo y eran las únicas autoridades bávaras que no transmitían los documentos pertinentes a los Archivos del Estado de Baviera, tal como exige la ley, donde serían de acceso público.
El New York Times cita a Ferdinand von Schirach sobre la necesidad de investigar la procedencia con las palabras: «We need to know about the evil.» [«Necesitamos saber sobre el mal»].